# Kano (Rapper)

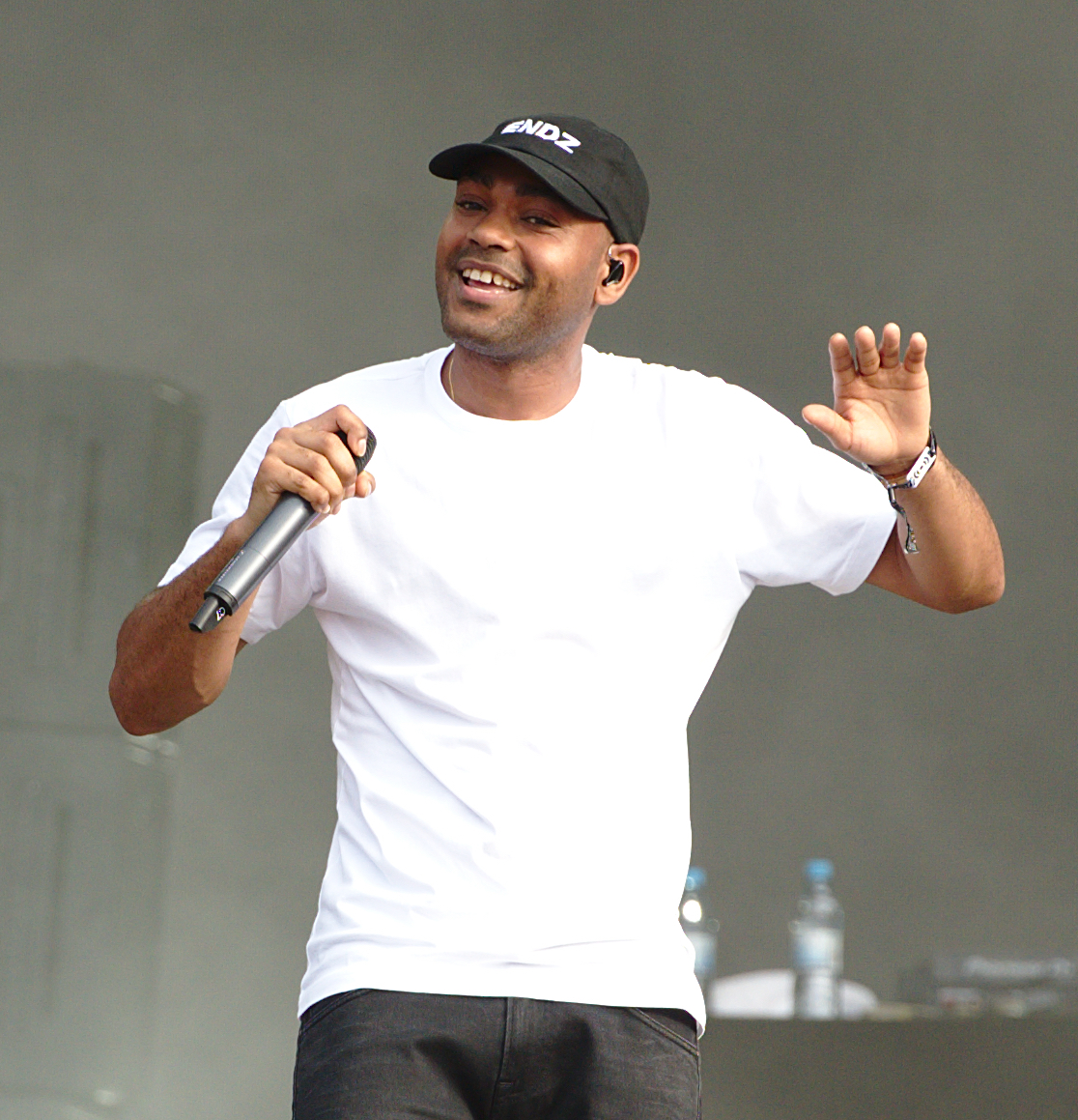
Kano (2017)

Kano (* 21. Mai 1985 in London, Stadtbezirk Newham, Stadtteil East Ham; bürgerlich Kane Brett Robinson) ist ein britischer Grime-Rapper und Schauspieler.
Seine Großeltern kamen als jamaikanische Einwanderer nach Großbritannien. Er war früher ein Hauptakteur der Londoner Musikgruppe N.A.S.T.Y. (Natural Artistic Sounds Touching You) Crew.

## Biografie
In seiner Jugend besuchte Kano die Langdon Gesamtschule in Newham, wo seine Mutter Lehrerin für Netball ist. Später schloss Kano ein Grafikdesignstudium an der Barking Universität ab. In seiner Jugend war er ein begeisterter Fußballspieler und spielte bereits im Alter von 13 Jahren für die Vereine Chelsea F.C., Junior Hammers und Norwich City. Doch bald beendete er seine Sportlerkarriere und wandte sich der Musik zu. Kano wurde in der britischen Grimeszene bekannter, als er erste Auftritte mit N.A.S.T.Y. hatte. Danach begann Kano seine Solokarriere und arbeitete an seinem ersten Soloalbum Home Sweet Home (2005). Mit der Veröffentlichung seiner Solosingle "P's & Q's", die als 12"-Vinyl-Schallplatte erschien, feierte Kano in der Undergroundszene erstmals große Erfolge und erlangte Berühmtheit.
Seit 2011 spielt er in der britischen Krimi-Drama-Serie Top Boy (Channel 4 und Netflix) die Rolle des Drogendealers Sully.

## Auszeichnungen und Erfolge
2005 gewann er den MOBO Award als bester Newcomer. Außerdem bekam er von Channel U den "Best of British" Award. Zu Silvester 2005 erklärte der regierende Bürgermeister von London Ken Livingstone Kano zu einem von "Londons Helden 2005". Im Januar 2006 war Kano für einen BRIT Award nominiert für den besten Urban Act.
Zusätzlich hatte er einen Gastauftritt in dem britischen Film "Rollin' with the Nines" und ist ein spielbarer Charakter im Spiel Def Jam: Icon. Er ist außerdem durch die britische Netflix-Serie “Topboy” bekannt geworden.

## Diskografie

### Alben
| Jahr | Titel                  | Höchstplatzierung, Gesamtwochen, AuszeichnungChartsChartplatzierungen (Jahr, Titel, Platzierungen, Wochen, Auszeichnungen, Anmerkungen) | Anmerkungen                |
| Jahr | Titel                  | UK | Anmerkungen                |
| ---- | ---------------------- | --- | -------------------------- |
| 2005 | Home Sweet Home        | UK36 Gold · (11 Wo.)UK | 679 Recordings             |
| 2007 | London Town            | UK14 Silber · (5 Wo.)UK | 679 Recordings             |
| 2008 | 140 Grime St           | UK48 (2 Wo.)UK | BPM (Bigger Picture Music) |
| 2010 | Method to the Maadness | UK45 (1 Wo.)UK | BPM (Bigger Picture Music) |
| 2016 | Made in the Manor      | UK8 Silber · (10 Wo.)UK |                            |
| 2019 | Hoodies All Summer     | UK8 Silber · (6 Wo.)UK |                            |

### Mixtapes
- 2005: Beats & Bars
- 2007: Kano Mixtape
- 2008: MC No.1
- 2010: Jack Bauer: The 7 Day Edition
- 2011: Girls Over Guns
- 2012:  Jack Bauer 2.4

### EPs
- 2008: 48 Bars Vol. 1
- 2011: Not 4 the A List
- 2012: Wavy

### Singles
| Jahr | Titel Album                   | Höchstplatzierung, Gesamtwochen, AuszeichnungChartsChartplatzierungen (Jahr, Titel, Album, Platzierungen, Wochen, Auszeichnungen, Anmerkungen) | Anmerkungen                      |
| Jahr | Titel Album                   | UK | Anmerkungen                      |
| --- | ----------------------------- | --- | -------------------------------- |
| 2005 | Typical Me Home Sweet Home    | UK22 (3 Wo.)UK |                                  |
| 2005 | Remember Me Home Sweet Home   | UK71 (1 Wo.)UK |                                  |
| 2005 | Nite Nite Home Sweet Home     | UK25 Silber · (7 Wo.)UK | feat. Leo the Lion & The Streets |
| 2007 | This Is the Girl London Town  | UK18 (12 Wo.)UK | feat. Craig David                |
| 2009 | Rock n Roller –               | UK44 (3 Wo.)UK |                                  |
| 2010 | Upside Method to the Maadness | UK98 (1 Wo.)UK |                                  |
| Folgende Lieder erschienen nicht als Single, wurden aber durch das Album zum Download und Streaming bereitgestellt und konnten somit eine Platzierung erlangen: |                               | |                                  |
| |                               | |                                  |
| 2019 | Pan-Fried Hoodies All Summer  | UK70 (1 Wo.)UK | feat. Kojo Funds                 |
| 2019 | Teardrops Hoodies All Summer  | UK95 (1 Wo.)UK |                                  |

Weitere Singles
- 2004: P’s and Q’s (12.53" Vinyl) – 2004 (2020, UK: Gold)
- 2006: Brown Eyes / Signs In Life (12.53" Vinyl)
- 2006: Buss It Up (feat. Vybz Kartel) (7.28" Vinyl)
- 2007: This Is the Girl (feat. Craig David)
- 2007: Feel Free (feat. Damon Albarn)
- 2008: Hustler
- 2016: 3 Wheel-Ups (feat. Wiley & Giggs, UK: Gold)
- 2016: Garageskankfreestyle (UK: Silber)

Weitere Lieder
- 2019: Can’t Hold We Down (feat. Popcaan, UK: Silber)

### Gastbeiträge
| Jahr | Titel Album                            | Höchstplatzierung, Gesamtwochen, AuszeichnungChartsChartplatzierungen (Jahr, Titel, Album, Platzierungen, Wochen, Auszeichnungen, Anmerkungen) | Anmerkungen                                                            |
| Jahr | Titel Album                            | UK | Anmerkungen                                                            |
| ---- | -------------------------------------- | --- | ---------------------------------------------------------------------- |
| 2005 | Routine Check A Breath of Fresh Attire | UK42 (2 Wo.)UK | The Mitchell Brothers feat. Kano & The Streets                         |
| 2009 | Against All Odds More Than Alot        | UK45 (4 Wo.)UK | Chase & Status feat. Kano                                              |
| 2011 | Pow 2011 Best of Bizzle                | UK33 (2 Wo.)UK | Lethal Bizzle feat. Jme, Wiley, Chipmunk, Face, P Money, Ghetts & Kano |
| 2013 | Worry About You A Place I Go           | UK52 (2 Wo.)UK | Tyler James feat. Kano                                                 |